# E (constante matemática)

Gráfico da equação y = 1/x. Aqui, e é o número único maior que 1 que faz a área sob a curva ser igual a 1.

O número e é uma constante matemática, aproximadamente igual a 2,71828, que é a base dos logaritmos naturais. Pode ser definido de diversas maneiras, como o limite de uma sequência, uma soma infinita, entre outras definições. O número e também é chamado de número de Euler, nomeado em homenagem ao matemático suíço Leonhard Euler, porém este nome pode levar a confusão com os números de Euler, ou a constante de Euler, uma constante diferente, usualmente denotada γ. Alternativamente, e pode ser chamada de constante de Neper, em homenagem a John Napier. A constante foi descoberta pelo matemático suíço Jacob Bernoulli enquanto estudava juros compostos.
O número e é de grande importância na matemática, junto de 0, 1, π, e i. Todos os cinco aparecem numa formulação da identidade de Euler {\displaystyle e^{i\pi }+1=0} e têm papéis importantes e recorrentes na matemática. Semelhante à constante π, e é irracional (não pode ser representado como uma razão de dois inteiros) e transcendente (não é uma raiz de nenhuma função polinomial com coeficientes racionais).

## Fundamentos

### Definições
O número e pode ser definido em termos de limite como
{\displaystyle e=\lim _{n\to \infty }\left(1+{\frac {1}{n}}\right)^{n},}
sendo essa expressão oriunda da análise de juros compostos.
Este número também pode ser expresso como soma de uma série infinita:
{\displaystyle e=\sum \limits _{n=0}^{\infty }{\frac {1}{n!}}=1+{\frac {1}{1}}+{\frac {1}{1\cdot 2}}+{\frac {1}{1\cdot 2\cdot 3}}+\cdots }
Ele também é o único número positivo a tal que o gráfico da função y = ax tem um declive de 1 quando x = 0.
A função exponencial (natural) exp(x) é a única função que é igual a sua própria derivada e que satisfaz a equação exp(0) = 1. Visto que a função exponencial é usualmente denotada como x ↦ ex, tem-se que
{\displaystyle e=e^{1}=\exp(1).}
O logaritmo de base b pode ser definido como a função inversa de x ↦ bx. Pelo fato de b = b1 implicar em logbb = 1, e é a base do logaritmo natural, pois e = e1.
O número e também pode ser caracterizado utilizando uma integral:
{\displaystyle \int _{1}^{e}{\frac {1}{x}}\,dx=1,}
Para outras caracterizações, veja § Representações.

### Teoria dos números
e é irracional, o que significa que não pode ser escrito como uma razão de dois números inteiros. Euler provou isso ao mostrar que a expansão de sua fração contínua não termina. (Ver também a Prova de Fourirer de que e é irracional.)
Além disso, pelo teorema de Lindemann–Weierstrass, e é transcendente, o que significa que ele não uma solução para uma equação polinomial não nula com coeficientes racionais. Ele foi o primeiro número a ser provado ser transcendente sem ter sido construído especificamente para esse fim (compare com os números de Liouville); a prova foi dada por Charles Hermite em 1873.
É conjecturado que e seja normal, o que significa que quando e é expresso em qualquer base, os possíveis dígitos nesta base são distribuídos uniformemente (ocorre com mesma probabilidade em qualquer sequência de um dado comprimento).
Na geometria algébrica, um período é um número que pode ser expresso como uma integral de uma função algébrica sobre um domínio algébrico. A constante π é um período, mas é conjurado que e não seja.

### Valores aproximados e dígitos
Algumas aproximações de e incluem:
- Inteiros: 3[nota 1]
- Frações: Frações aproximadas incluem (em ordem crescente de acurácia) ⁠19/7⁠, ⁠87/32⁠, ⁠106/39⁠, ⁠193/71⁠, ⁠1457/536⁠, e ⁠23225/8544⁠.[19] (Lista são termos selecionados de OEIS: A007676 e OEIS: A007677.)
- Dígitos: Os primeiros 50 dígitos decimais são 2,71828182845904523536028747135266249775724709369995...[20] (ver OEIS: A001113)

Dígitos noutras bases
- Os primeiros 48 dígitos binários (base 2, chamado de bits) são 10,101101111110000101010001011000101000101011101101...[21] (ver OEIS: A004593)
- Os primeiros 36 dígitos em ternário (base 3) são 2,201101121221102011012222102011021222...[22] (ver OEIS: A004602)
- Os primeiros 20 dígitos em hexadecimal (base 16) são 2,B7E151628AED2A6ABF71...[23] (ver OEIS: A170873)

## História

As áreas sob a curva xy = 1 em intervalos proporcionais são iguais, propriedade que originou a relação entre a área da hipérbole e o logaritmo natural

A primeira referência à constante foi publicada em 1618 numa tabela de apêndice de um trabalho de logaritmos por John Napier. No entanto, esta obra não continha a constante em si, mas simplesmente uma lista de logaritmos na base e. Assume-se que a tabela foi escrita por William Oughtred. Em 1647, Grégoire de Saint-Vincent, enquanto estudava a quadratura da hipérbole, demonstrou que a area sob a hipérbole xy = 1 entre x = a e x = b era igual à área entre x = ta e x = tb, para qualquer t > 0. Seu assistente, Alphonse Antonio de Sarasa, reconheceu que a propriedade descrita por Saint-Vincent acarretava a propriedade do produto, característica dos logaritmos, antecipando assim o conceito fundamental da função logarítmica de base e. Em 1661, Christiaan Huygens estudou como calcular logaritmos por métodos geométricos e calculou uma quantidade que seria o logaritmo de base 10 de e, mas ele não reconheceu o próprio e como uma quantidade de interesse.
A constante em si foi introduzida por Jacob Bernoulli em 1683, para resolver problemas de juros continuamente compostos. Em sua solução, a constante e ocorre como o limite
{\displaystyle \lim _{n\to \infty }\left(1+{\frac {1}{n}}\right)^{n},}
em que n representa o número de intervalos em um ano em que o juro composto é calculado (por exemplo, n = 12 para juros compostos mensalmente).
O primeiro símbolo utilizado para esta constante foi a letra b por Gottfried Leibniz em cartas a Christiaan Huygens em 1690 e 1691.
Os primeiros registros de uso da letra e para a constante, por Leonhard Euler, são de 1727 ou 1728, em um artigo não publicado sobre forças explosivas em canhões, e em uma carta para Christian Goldbach em 25 de novembro de 1731. A primeira aparição de e em uma publicação impressa foi em Mechanica de Euler (1736). É desconhecido o motivo pelo qual Euler escolheu a letra e. Embora alguns pesquisadores tenham usado a letra c nos anos subsequentes, a letra e era a mais comum e tornou-se a padrão.
Euler provou que e é a soma da série infinita
{\displaystyle \sum _{n=0}^{\infty }{\frac {1}{n!}}={\frac {1}{0!}}+{\frac {1}{1!}}+{\frac {1}{2!}}+{\frac {1}{3!}}+{\frac {1}{4!}}+\cdots ,}
em que n! é o fatorial de n. A equivalência das duas caracterizações usando o limite e a série infinita podem ser provados usando o binômio de Newton.

## Aplicações

### Juros compostos

O efeito de ganhar 20% de juros anuais num investimento inicial de mil dólares a várias frequências compostas. A curva limite no topo é o gráfico y = 1000e^{0,2t}, em que y está em dólares, t em anos, e 0,2 = 20%

Jacob Bernoulli descobriu esta constante em 1683, enquanto estudava uma questão sobre juros compostos:
Uma conta começa com $ 1,00 e paga 100% de juros ao ano. Se os juros forem creditados uma vez, no final do ano, o valor da conta no final do ano será de $ 2,00. O que acontece se os juros forem calculados e creditados com mais frequência durante o ano?
Se os juros forem creditados duas vezes ao ano, os juros a cada seis meses serão de 50%; então o um dólar inicial será multiplicado por 1,5 duas vezes, rendendo $ 1,00 × 1,52 = $ 2,25 no fim do ano. Se forem considerados rendimentos trimestrais, renderão $ 1,00 × 1,254 = $ 2,44140625 e, mensalmente, $ 1,00 × (1 + 1/12)12 = $ 2,613035... Se há n intervalos compostos, os juros de cada intervalo serão 100%/n e o valor no fim do ano será $ 1,00 × (1 + 1/n)n.
Bernoulli observou que essa sequência se aproxima de um limite à medida que n aumenta e, assim, intervalos de rendimento diminuem. Com rendimento semanal (n = 52), o valor atinge $ 2,692596..., enquanto com rendimento diário (n = 365) atinge $ 2,714567... (aproximadamente dois centavos a mais). O limite à medida que n cresce é o número que ficou conhecido como e. Ou seja, com rendimentos contínuos, o valor da conta atinge $ 2,718281828... De maneira mais geral, uma conta que começa com um dólar e oferece uma taxa de juros anual de R, após t anos, resultará em eRt dólares com capitalização contínua. Aqui, R é a equivalência decimal da taxa de juros expressa em porcentagem, de modo que, para 5% de juros, R = 5/100 = 0,05.

### Ensaio de Bernoulli

Gráfico de probabilidade P de não observar eventos independentes, cada um de probabilidade 1/n, após n ensaios de Bernoulli, e de 1 − P  versus n ; pode-se observar que à medida que n aumenta, a probabilidade de um evento de chance de 1/n nunca acontecer após n tentativas converge rapidamente para 1/e

O Número e também tem aplicações na teoria das probabilidades, de uma maneira que não está obviamente relacionada com o crescimento exponencial. Suponha que um jogador jogue em uma máquina caça-níqueis que paga com uma probabilidade de uma em n jogadas e jogue n vezes. À medida que n aumenta, a probabilidade de o jogador perder todas as n apostas aproxima-se de 1/e. Para n = 20, isso já é aproximadamente 1/2,789509...
Este é um exemplo de processo de Bernoulli. Cada vez que se joga no caça-níqueis, há uma probabilidade de uma em n de ganhar. Considerando o caso de n jogadas, pode-se modelar a situação pela distribuição binomial, que é proximamente relacionada ao binômio de Newton e ao triângulo de Pascal. A probabilidade de ganhar k vezes das n tentativas é de:
{\displaystyle \Pr[k~\mathrm {vit{\acute {o}}rias~de} ~n]={\binom {n}{k}}\left({\frac {1}{n}}\right)^{k}\left(1-{\frac {1}{n}}\right)^{n-k}.}
Em particular, a probabilidade de não ganhar nenhuma vez (k = 0) é
{\displaystyle \Pr[0~\mathrm {vit{\acute {o}}rias~de} ~n]=\left(1-{\frac {1}{n}}\right)^{n}.}
O limite da expressão acima, quando n tende a infinito, é precisamente 1/e.

### Crescimento e decaimento exponencial
O crescimento exponencial é um processo que aumenta a quantidade ao longo do tempo a uma taxa cada vez maior. Isso ocorre quando a taxa de variação instantânea (ou seja, a derivada) de uma quantidade em relação ao tempo é proporcional à própria quantidade. Descrita como uma função, uma quantidade passando por crescimento exponencial é uma função exponencial do tempo, ou seja, a variável que representa o tempo é o expoente (em contraste com outros tipos de crescimento, como a ordem quadrática). Se a constante de proporcionalidade for negativa, então a quantidade diminui ao longo do tempo, e diz-se que está passando por um decaimento exponencial. A lei do crescimento exponencial pode ser expressa de formas diferentes, mas matematicamente equivalentes, usando uma base diferente, para a qual o número e é uma escolha comum e conveniente:
{\displaystyle x(t)=x_{0}\cdot e^{kt}=x_{0}\cdot e^{t/\tau }.}
Aqui, x0 denota o valor inicial da quantidade x, k é o constante de variação, e τ é o tempo que leva para a quantidade aumentar um fator de e.

### Distribuição normal padrão
A distribuição normal com média zero e desvio padrão unitário é conhecida como a distribuição normal padrão, dada pela função densidade de probabilidade
{\displaystyle \phi (x)={\frac {1}{\sqrt {2\pi }}}e^{-{\frac {1}{2}}x^{2}}.}
A restrição do desvio padrão unitário (e, portanto, também da variância unitária) resulta no ⁠1/2⁠ do expoente, e a restrição da área total unitária sob a curva {\displaystyle \phi (x)} resulta no fator {\displaystyle \textstyle 1/{\sqrt {2\pi }}}. Esta função possui o eixo de simetria em x = 0, onde ela atinge o seu valor máximo {\displaystyle \textstyle 1/{\sqrt {2\pi }}}, e tem os pontos de inflexão em x = ±1.

### Desarranjo
Outra aplicação de e, também descoberta em parte por Jacob Bernoulli junto com Pierre Rémond de Montmort, está no problema de desarranjos: n convidados são convidados para uma festa e, à entrada, os convidados entregam seus chapéus ao mordomo, que por sua vez coloca os chapéus em n caixas, cada uma rotulada com o nome de um convidado. No entanto, o mordomo não perguntou as identidades dos convidados e, portanto, coloca os chapéus em caixas selecionadas aleatoriamente. O problema de Montmort é encontrar a probabilidade de nenhum dos chapéus ser colocado na caixa certa. Essa probabilidade, denotada por pn, é dada por:
{\displaystyle p_{n}=1-{\frac {1}{1!}}+{\frac {1}{2!}}-{\frac {1}{3!}}+\cdots +{\frac {(-1)^{n}}{n!}}=\sum _{k=0}^{n}{\frac {(-1)^{k}}{k!}}.}
Quando n tende a infinito, pn se aproxima de 1/e. Além disso, o número de maneiras que os chapéus podem ser colocados nas caixas de forma que nenhum fique na caixa correta é o inteiro mais próximo de n!/e, para todo n positivo.

### Problemas de planejamento ótimo
O valor máximo de {\displaystyle {\sqrt[{x}]{x}}} ocorre em x = e. Equivalentemente, para qualquer valor da base b > 1, o valor máximo de x-1logb x ocorre em x = e (o problema de cálculo de Steiner [en], discutido em § Função do tipo exponencial).
Isto é útil em problemas de um graveto de comprimento L que foi quebrado em n partes iguais. O valor de n que maximiza o produto de seus comprimentos é
{\displaystyle n=\left\lfloor {\frac {L}{e}}\right\rfloor } ou {\displaystyle \left\lceil {\frac {L}{e}}\right\rceil .}
A quantidade x-1logb x também é uma medida de informação extraída de um evento que ocorre com probabilidade 1/x (aproximadamente 36,8% quando x = e, de modo que essencialmente a mesma divisão ótima aparece em problemas de planejamento ótimo, como o problema da secretária.

### Assintóticos
O número e ocorre naturalmente em conexão com diversos outros problemas envolvendo análise assintótica. Um exemplo é a Fórmula de Stirling para a análise assintótica da função fatorial, no qual ambos os números e e π aparecem:
{\displaystyle n!\sim {\sqrt {2\pi n}}\left({\frac {n}{e}}\right)^{n}.}
Consequentemente,
{\displaystyle e=\lim _{n\to \infty }{\frac {n}{\sqrt[{n}]{n!}}}.}

## Propriedades

### Cálculo

Os gráficos das funções x ↦ a^{x} para quando a = 2 (pontilhado), a = e (azul), e a = 4 (tracejado). Todos eles passam pelo ponto (0,1), mas a reta vermelha (cujo declive é 1) somente é tangente de ex neste caso

O valor da função logarítmica natural para o logaritmando e, isto é, ln e, é igual a 1

A principal motivação para a introdução do número e, particularmente no cálculo, é para realizar cálculos diferenciais e integrais com funções exponenciais e logarítmicas. A função exponencial geral y = ax tem uma derivada, dada pelo limite:
{\displaystyle {\begin{aligned}{\frac {d}{dx}}a^{x}&=\lim _{h\to 0}{\frac {a^{x+h}-a^{x}}{h}}=\lim _{h\to 0}{\frac {a^{x}a^{h}-a^{x}}{h}}\\&=a^{x}\cdot \left(\lim _{h\to 0}{\frac {a^{h}-1}{h}}\right).\end{aligned}}}
O limite entre parênteses é independente da variável x. Seu valor é o logaritmo de a na base e. Portanto, quando o valor de a é igual a e, o limite é igual a 1, e assim chega-se à simples identidade:
{\displaystyle {\frac {d}{dx}}e^{x}=e^{x}.}
Assim, diferentemente de qualquer outra base, os cálculos envolvendo derivada são simplificados quando a base da função exponencial é e.
Ao se considerar a derivada da função logarítmica de base a (ou seja, loga x), para x > 0
{\displaystyle {\begin{aligned}{\frac {d}{dx}}\log _{a}x&=\lim _{h\to 0}{\frac {\log _{a}(x+h)-\log _{a}(x)}{h}}\\&=\lim _{h\to 0}{\frac {\log _{a}(1+h/x)}{x\cdot h/x}}\\&={\frac {1}{x}}\log _{a}\left(\lim _{u\to 0}(1+u)^{\frac {1}{u}}\right)\\&={\frac {1}{x}}\log _{a}e,\end{aligned}}}
em que foi feita a substituição u = h/x. O logaritmo de base a de e é 1, se a for igual a e. Então, simbolicamente,
{\displaystyle {\frac {d}{dx}}\log _{e}x={\frac {1}{x}}.}
O logaritmo com esta base especial é chamado de logaritmo natural, sendo denotado, geralmente, por ln.

As cinco regiões coloridas possuem a mesma área, e definem unidades de ângulo hiperbólico junto com a hipérbole xy = 1.

A série de Taylor para a função exponencial pode ser deduzida de fato que essa função é a sua própria derivada e que é igual a 1 quando avaliada em x = 0:
{\displaystyle e^{x}=\sum _{n=0}^{\infty }{\frac {x^{n}}{n!}}.}
Definindo x = 1 recupera a definição de e como a soma de séries infinitas.
A função logaritmo natural pode ser definida como a integral de 1 a x de 1/t, e a função exponencial como a função inversa do logaritmo natural. O número e é o valor da função exponencial avaliada em x = 1, ou, equivalentemente, o número no qual o logaritmo natural é 1. Disso segue que e é o único número real positivo que
{\displaystyle \int _{1}^{e}{\frac {1}{t}}\,dt=1.}
Porque ex é a única função (salvo pelas multiplicações por uma constante K) que é igual a sua própria derivada:
{\displaystyle {\frac {d}{dx}}Ke^{x}=Ke^{x},}
e, portanto, também por sua própria antiderivada:
{\displaystyle \int Ke^{x}\,dx=Ke^{x}+C.}
Equivalentemente, a família de funções
{\displaystyle y(x)=Ke^{x}}
em que K é qualquer número real ou complexo, é a solução completa para a equação diferencial
{\displaystyle y'=y.}

### Desigualdades
O número e é o único número real tal que
{\displaystyle \left(1+{\frac {1}{x}}\right)^{x}<e<\left(1+{\frac {1}{x}}\right)^{x+1}}
para todo x positivo.
Da primeira das desigualdades acima resulta que
{\displaystyle e^{x}\geq x+1}
para todo x real, com a igualdade se, e somente se, x = 0. Tal desigualdade pode ser vista como um caso limite da desigualdade de Bernoulli. Além disso, e é a única base da exponencial ax tal que a desigualdade ax ≥ x + 1 se mantém verdadeira para todo x.

### Função do tipo exponencial

O máximo global de √x ocorre em x = e

O problema de cálculo de Steiner [en] questiona o máximo global da função
{\displaystyle f(x)=x^{\frac {1}{x}}.}
Este máximo ocorre precisamente em x = e. Isso pode ser verificado ao notar que a derivada de ln f(x) é zero somente neste valor de x.
Similarmente, x = 1/e é onde ocorre o mínimo global da função
{\displaystyle f(x)=x^{x}.}
A tetração infinita
{\displaystyle x^{x^{x^{\cdot ^{\cdot ^{\cdot }}}}}} ou {\displaystyle {^{\infty }}x}
converge se e somente se x ∈ [(1/e)e; e1/e] ≈ [0,06599; 1,4447] , o que foi mostrado por Leonhard Euler.

### Números complexos
A função exponencial ex pode ser escrita como uma série de Taylor
{\displaystyle e^{x}=1+{x \over 1!}+{x^{2} \over 2!}+{x^{3} \over 3!}+\cdots =\sum _{n=0}^{\infty }{\frac {x^{n}}{n!}}.}
Já que esta série é convergente para todo valor complexo de x, é comumente utilizada para estender a definição de ex para os números complexos. Isto, junto com a série de Taylor para sen e cos x, permite que seja derivado a fórmula de Euler:
{\displaystyle e^{ix}=\cos x+i\operatorname {sen} x,}
que vale para todo complexo x. O caso especial com x = π é a identidade de Euler:
{\displaystyle e^{i\pi }+1=0,}
que é considerado um exemplar de beleza da matemática, já que exibe uma profunda conexão entre os números mais fundamentais da matemática. Em adição, é diretamente utilizado numa prova que π é transcendente, que implica na impossibilidade da quadratura do círculo. Além disso, a identidade implica que, no principal ramo do logaritmo,
{\displaystyle \ln(-1)=i\pi .}
Ademais, usando as propriedades da potenciação,
{\displaystyle (\cos x+i\operatorname {sen} x)^{n}=\left(e^{ix}\right)^{n}=e^{inx}=\cos(nx)+i\operatorname {sen}(nx),}
para qualquer inteiro n, que é a fórmula de De Moivre.
As expressões cos x e sen x em termos da função exponencial pode ser deduzido como a série de Taylor:
{\displaystyle \cos x={\frac {e^{ix}+e^{-ix}}{2}},\qquad \sin x={\frac {e^{ix}-e^{-ix}}{2i}}.}
A expressão cos x + sen x às vezes é abreviado como cis x.

## Representações
O número e pode ser representado de diversas maneiras: como uma série infinita, um produtório infinito, uma fração contínua, ou um limite. Em adição aos limites e séries dados acima, há também a fração contínua
{\displaystyle e=[2;1,2,1,1,4,1,1,6,1,...,1,2n,1,...],}
que escrito é
{\displaystyle e=2+{\cfrac {1}{1+{\cfrac {1}{2+{\cfrac {1}{1+{\cfrac {1}{1+{\cfrac {1}{4+{\cfrac {1}{1+{\cfrac {1}{1+\ddots }}}}}}}}}}}}}}.}
O seguinte produtório é avaliado como e
{\displaystyle e={\frac {2}{1}}\left({\frac {4}{3}}\right)^{1/2}\left({\frac {6\cdot 8}{5\cdot 7}}\right)^{1/4}\left({\frac {10\cdot 12\cdot 14\cdot 16}{9\cdot 11\cdot 13\cdot 15}}\right)^{1/8}\cdots .}
Diversas outras representações de e como séries, produtórios, frações contínuas e limites já foram provados.

### Representações estocásticas
Em adição às expressões analíticas exatas para representar e, há técnicas estocásticas para estimar e. Uma dessas aproximações inicia com a sequência infinita de variáveis aleatórias X1, X2..., dados da distribuição uniforme em [0, 1]. Seja V o menor número n tal que a soma das primeiras n observações exceda 1:
{\displaystyle V=\min \left\{n\mid X_{1}+X_{2}+\cdots +X_{n}>1\right\}.}
Então o valor esperado de V é e: E(V) = e.

### Dígitos conhecidos
O número de dígitos conhecidos de e aumentou substancialmente durante a última década. Isso foi devido tanto ao aumento do desempenho dos computadores quanto a melhorias nos algoritmos.
| Data | Dígitos decimais | Computação realizada por    |
| ---- | ---------------- | --------------------------- |
| 1690 | 1                | Jacob Bernoulli             |
| 1714 | 13               | Roger Cotes                 |
| 1748 | 23               | Leonhard Euler              |
| 1853 | 137              | William Shanks              |
| 1871 | 205              | William Shanks              |
| 1884 | 346              | J. Marcus Boorman           |
| 1949 | 2010             | John von Neumann (no ENIAC) |
| 1961 | 100 265          | Daniel Shanks e John Wrench |
| 1978 | 116 000          | Steve Wozniak no Apple II   |

Desde 2010, a proliferação de computadores pessoais modernos de alta velocidade, tornou-se viável que amadores computassem trilhões de dígitos de e numa quantidade aceitável de tempo. Em 5 de dezembro de 2020, foi realizado um cálculo recorde, no qual foram calculados 35 trilhões (3,5×1013) de dígitos de e.

## Computar os dígitos
Uma maneira de computar os dígitos de e é com a série
{\displaystyle e=\sum _{k=0}^{\infty }{\frac {1}{k!}}.}
Um método mais rápido que envolve duas funções recursivas p(a, b) e q(a, b). As funções são definidas como
{\displaystyle {\begin{bmatrix}p(a,b)\\q(a,b)\end{bmatrix}}={\begin{cases}{\begin{bmatrix}1\\b\end{bmatrix}},&{\text{se }}b=a+1{\text{,}}\\{\begin{bmatrix}p(a,m)q(m,b)+p(m,b)\\q(a,m)q(m,b)\end{bmatrix}},&\mathrm {caso\ contr{\acute {a}}rio,} \end{cases}}}
em que m = ⌊(a + b)/2⌋.
A expressão
{\displaystyle 1+{\frac {p(0,n)}{q(0,n)}}}
produz a n-ésima soma parcial da série acima. Este método utiliza divisão binária [en] para computar e com menos operações aritméticas de dígito único e, portanto, reduzindo a complexidade por unidades. Combinando com métodos baseados na transformada rápida de Fourier de multiplicar inteiros deixa a computação dos dígitos bem rápida.

## Na cultura computacional
Durante o surgimento da cibercultura, o número e tem recebido homenagens ao longo da história, refletindo sua importância em diversas áreas.
Um antigo exemplo é do cientista da computação Donald Knuth fez que o número da versão do seu programa Metafont se aproximasse de e. As versões eram 2, 2.7, 2.71, 2.718, e assim por diante.
Noutra instância, a oferta pública inicial do Google em 2004, em vez de um valor redondo de dinheiro, a empresa anunciou que a intenção era de aumentar 2 718 281 828 USD, que é o arredondamento de e bilhões de dólares.
O Google também foi responsável por um outdoor que apareceu no coração do Vale do Silício, e posteriormente em Cambridge, Massachusetts; Seattle, Washington; e Austin, Texas. Ele dizia "{first 10-digit prime found in consecutive digits of e}.com" (lit. primeiro número primo de 10 dígitos encontrado em dígitos consecutivos de e). O primeiro número primo de 10 dígitos em e é 7427466391, que começa no 99.º dígito. Resolver esse problema e visitar o site anunciado (agora desativado) levou a um problema ainda mais difícil de resolver, que consistia em encontrar o quinto termo na sequência 7182818284, 8182845904, 8747135266, 7427466391. Descobriu-se que a sequência consistia em números de 10 dígitos encontrados em dígitos consecutivos de e, cuja soma dos dígitos era 49. O quinto termo na sequência é 5966290435, que começa no 127.º dígito. Resolver esse segundo problema levou finalmente a uma página da Google Labs onde o visitante era convidado a enviar um currículo.
A última versão do interpretador do Python 2 tinha o número de versão 2.7.18, uma referência ao número e.

## Na computação
Na computação científica, a constante e é geralmente codificada de forma rígida. Por exemplo, as bibliotecas padrões do Python incluem math.e = 2.718281828459045 uma aproximação de vírgula flutuante de e. Apesar disso, é mais numericamente estável e eficiente utilizar a função exponencial incorporada — como math.exp(x) em Python — em vez de computar ex via pow(e, x), mesmo que x seja um inteiro.
A maioria das implementações da função exponencial usa redução de intervalo, tabelas de consulta e aproximações polinomiais ou racionais (como os aproximantes de Padé ou expansões de Taylor) para obter resultados precisos em uma ampla gama de entradas. Em contrapartida, funções exponenciais de uso geral — como pow — podem envolver cálculos intermediários adicionais, como logaritmos e multiplicações, e podem acumular mais erros de arredondamento, especialmente quando e é usado na forma de vírgula flutuante.
Com altíssima precisão, métodos baseados em funções elípticas e convergência rápida do método de média aritmética-geométrica e do método de Newton podem ser usados para calcular a função exponencial. A expansão numérica de e pode então ser obtida como exp(1). Embora isso seja assintoticamente mais rápido do que outros métodos conhecidos para calcular a função exponencial, é impraticável devido ao alto custo indireto.
Ferramentas como o y-cruncher são otimizadas para calcular muitos dígitos de constantes individuais como e e usam a série de Taylor para e porque ela converge muito rapidamente, especialmente quando combinada com várias otimizações. Em particular, o método de divisão binária se aplica ao cálculo da série para e, em oposição à série para exp(x), porque os termos na primeira série são números racionais simples. Isso permite que a complexidade do cálculo de n dígitos de e seja reduzida a {\displaystyle O(n\log ^{2}n)}, assintoticamente igual aos métodos de média aritmética-geométrica, mas muito menos custoso na prática.